# Lubnów (województwo opolskie)
Lubnów – wieś w Polsce położona w województwie opolskim, w powiecie namysłowskim, w gminie Pokój.
W latach 1975–1998 miejscowość administracyjnie należała do ówczesnego województwa opolskiego.

## Zabytki
Do wojewódzkiego rejestru zabytków wpisany jest dzwonnica-kapliczka, ul. Powstańców Śląskich 11, drewniana, z XIX w.